# Ismael Fuente (escultura)
L'escultura urbana coneguda pel nom Ismael Fuente, ubicada al parc Ismael Fuente, a la ciutat d'Oviedo, Principat d'Astúries, Espanya, és una de les més d'un centenar que adornen els carrers de l'esmentada ciutat espanyola.
El paisatge urbà d'aquesta ciutat, es veu adornat per obres escultòriques, generalment monuments commemoratius dedicats a personatges d'especial rellevància en un primer moment, i més purament artístiques des de finals del segle xx.
L'escultura, feta de ferro, és obra de Rafael Rodríguez Urrusti, i està datada 1995.
És una peça escultòrica col·locada sobre un pedestal amb la qual es vol fer memòria de la figura d'Ismael Fuente, periodista i escriptor, amb forta vinculació a Oviedo (ja que el seu pare, ferroviari, va estar destinat a Oviedo des de la infància). L'homenatjat es presenta recolzat en un llibre i una ploma, i del conjunt sembla que sorgeix una reproducció de la Creu dels Àngels, que gran simbolisme a Oviedo. El conjunt es remata amb una corona reial, simbolitzant d'aquesta manera la relació d'aquest periodista amb els temes relacionats amb la Casa Reial espanyola.